# 格尔
格尔（發音：[ˈɡøːl]）是德国石勒苏益格-荷尔斯泰因州东荷尔斯泰因县的市镇，面积21.24平方千米，2023年12月31日人口为1,146人。